# Volvo FE

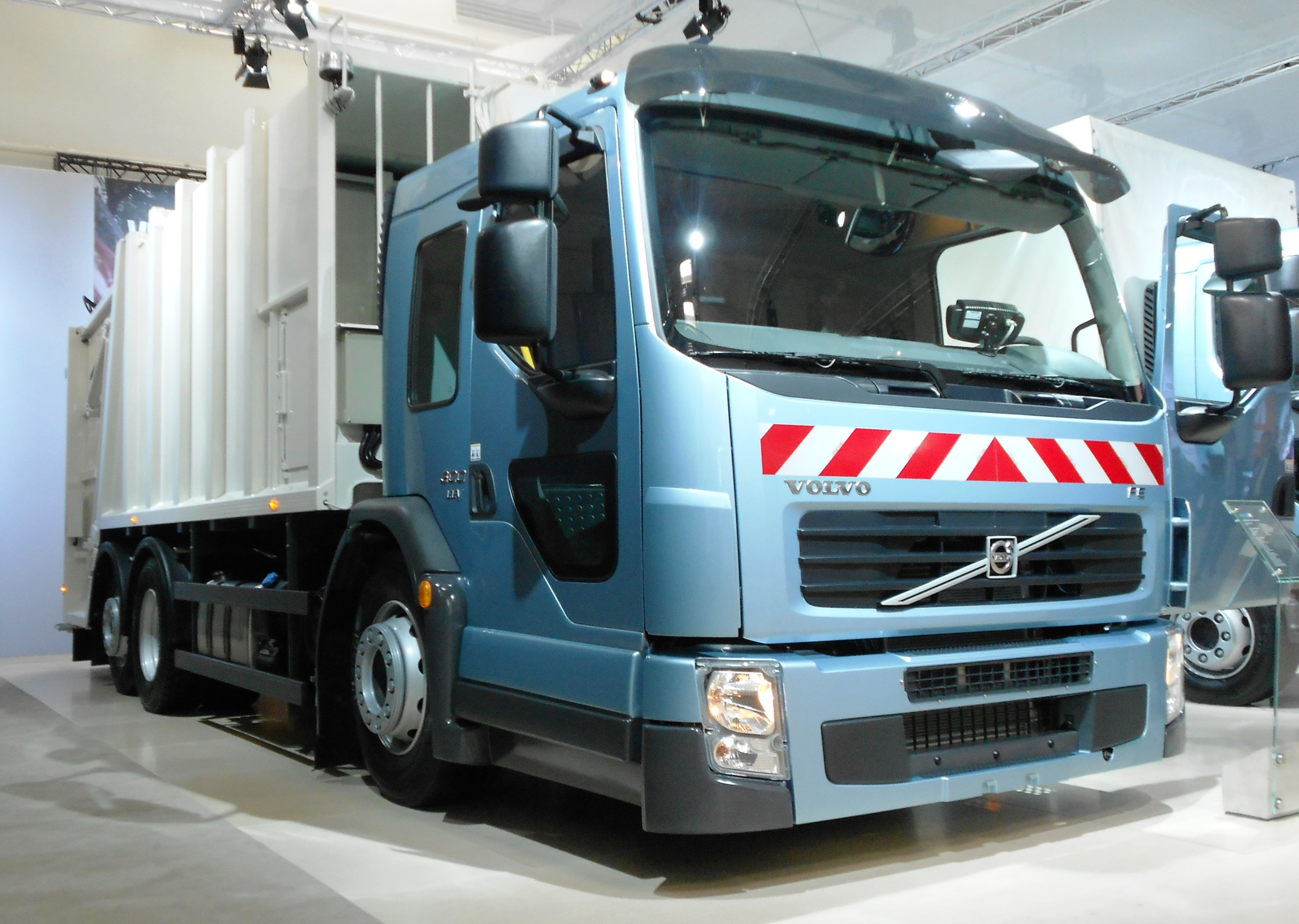
Volvo FE 6x2 Benne à ordures ménagères

Le Volvo FE est un camion du constructeur suédois Volvo destiné à la distribution lourde en milieu urbain. Il est apparu en 2006.

## Description
Intercalé entre les gammes Volvo FL et FM, le FE est disponible en porteurs 2 et 3 essieux et en tracteurs 4x2.
Il couvre les poids compris entre 18 et 26 tonnes.
La cabine est fabriquée dans l'usine Renault Trucks de Blainville-sur-Orne (qui fabrique les Renault Premium) et est assemblée au châssis dans l'usine Volvo de Gand en Belgique.
Ce véhicule reçoit un moteur Volvo D7E :
- 6 cylindres en ligne de 7,2l - injection à haute pression (1 800 bars) ;
- puissances : 240, 280 et 320 ch ;
- exemple : 320 ch à 2 300 tr/min ;
- couple maxi : 1 200 N m de 1 200 à 1 700 tr/min ;
- conforme selon le choix du client aux normes Euro 4 et 5 avec technique SCR - réduction catalytique sélective.

Boîte de vitesses :
- ZF type ZTO1109 à 9 rapports avant dont 1 extra-lent - boîte mécanique ;
- 6 rapports avant - boîte automatisée ;
- Allison type AL306 à 9 rapports avant (boîte automatique).

Ralentisseur : intégré (en option) - retenue de 255,5 ch à 2 400 tr/min.